# طيون جبلي
الطيون الجبلي(باللاتينية: Inula montana) نوع نباتي ينتمي إلى جنس الطيون من الفصيلة النجمية.

## الموئل والانتشار
موطنه غرب حوض البحر الأبيض المتوسط حيث ينتشر في المغرب العربي وإيطاليا وسويسرا وفرنسا وإسبانيا والبرتغال.